# Brás (métro de São Paulo)
Pour les articles homonymes, voir Bras.
Brás (en portugais : Estação Brás) est une station de la ligne 3 - Rouge du métro de São Paulo.

## Services aux voyageurs

### Desserte
| Ligne                         | Terminus                                         | Stations | Durée du voyage (min) | Intervalle entre les trains (min) | Opération                                                                   |
| ----------------------------- | ------------------------------------------------ | -------- | --------------------- | --------------------------------- | --------------------------------------------------------------------------- |
| Ligne 3 du métro de São Paulo | Palmeiras - Barra Funda ↔ Corinthians - Itaquera | 18       | 40                    | 2                                 | Tous les jours, de 4h40 à 0h00. Le samedi, jusqu'à 1h du matin le dimanche. |

## À proximité
- Gare de Brás